# 니기오카촌
니기오카촌(賑岡村)은 야마나시현 기타쓰루군에 있던 촌이다. 현재의 오쓰키시에 해당한다.

## 역사
- 1875년 1월 - 쓰루군 5개 촌이 합병해 니기오카촌이 성립하였다.
- 1878년 7월 22일 - 군구정촌편직법에 의해, 니기오카촌은 기타쓰루군에 소속되었다.
- 1889년 7월 1일 - 정촌제 시행에 의해 니기오카촌의 구역을 가지고 니기오카촌이 성립하였다.
- 1954년 8월 8일 - 오쓰키정, 사루하시정, 나나호정, 하쓰카리촌, 야나가와촌, 사사고촌과 합병해 오쓰키시가 성립하여, 동일 니기오카촌은 페지되었다.

## 교통
=== 도로
현재는 구촌에 주오자동차도가 지나가지만 당시엔 미개통

## 참고문헌
- 角川日本地名大辞典 19 山梨県